# ブライアン・アブレイユ
ブライアン・エンリケ・アブレイユ（Bryan Enrique Abreu、1997年4月22日 - ）は、ドミニカ共和国・サントドミンゴ出身のプロ野球選手。ポジションは投手。右投右打。MLBのヒューストン・アストロズに所属。
2013年にアストロズと契約しプロ入り、翌2014年同チーム傘下のマイナーチームでプロデビュー。2019年にアストロズでメジャーデビュー。

## 経歴

### プロ入りとアストロズ傘下時代
2013年11月11日に、インターナショナル・フリーエージェントでMLBのヒューストン・アストロズとマイナー契約を結びプロ入り。
2014年6月4日に、アストロズ傘下のマイナーチームであるR級DSL・アストロズで登板しプロデビュー。2014年シーズンは同チームで16試合の登板で、22.0イニングを投げ、防御率6.55を記録。
2015年もR級DSL・アストロズに所属。シーズン成績は14試合の登板で、51.2イニングを投げ、防御率3.83を記録。
2016年はR級グリーンビル・アストロズと、R級GCL・アストロズに所属。シーズン成績は2チーム合計で13試合の登板で、38.1イニングを投げ、防御率4.89を記録。
2017年はR級グリーンビルに所属。シーズン成績は8試合の登板で、29.1イニングを投げて、防御率7.98を記録。
2018年はA-級トライシティ・バレーキャッツと、A級クアッドシティーズ・リバーバンディッツに所属。シーズン成績は2チーム合計で14試合の登板で、54.1イニングを投げ、防御率1.49を記録。シーズンオフにアストロズはアブレウを40人枠に追加した。
2019年はA+級ファイエットビル・ウッドペッカーズで開幕を迎え、4月23日にAA級コーパスクリスティ・フックスに昇格。6月25日に行われたテキサスリーグオールスターに招集。7月31日に25人枠に追加され、同日行われたインディアンス戦で救援登板しメジャーデビュー。この試合では1回を投げて無失点であった。8月2日にAA級コーパスクリスティに降格。マイナーでのシーズン成績は、2チーム合計で23試合の登板で、91.1イニングを投げ、防御率4.83を記録した。9月7日にメジャー再昇格。レギュラーシーズンのメジャーでの成績は7試合の登板で、8.2イニングを投げ、防御率1.04を記録した。アストロズは地区優勝を果たしポストシーズンに進出。アブレウは地区シリーズでは25人枠に選ばれなかったが、10月12日にウェイド・マイリーらに代わってヤンキースと行われるア・リーグ優勝決定シリーズの25人枠に追加された。同シリーズの第1戦で救援登板しポストシーズンデビュー。この試合では0.2イニングを投げて2失点であった。
2020年のシーズンはロースターから外れるまで、3.1イニングを投げ2失点だったが7四球と制球難に苦しんだ。
2022年7月23日のシアトル・マリナーズ戦で9回を三者凡退に抑え、3-1でアストロズは勝利し初セーブを記録した。この年は55試合に登板して、4勝0敗2セーブ、防御率1.94、88奪三振を記録した。チームはフィラデルフィア・フィリーズを破り、2度目のワールドシリーズ制覇を果たした。
2023年はシーズン開幕前の3月に開催された第5回WBCのドミニカ代表に選出された。この年は72試合に登板して、3勝2敗5セーブ、防御率1.75、100奪三振を記録した。
2024年は78試合に登板して、3勝3敗1セーブ、防御率3.10、103奪三振を記録した。また、38ホールドはMLB最多だった。
2025年1月9日に345万ドルの条件で契約に合意し、年俸調停を回避した。

## 詳細情報

### 年度別投手成績
| 年 度    | 球 団    | 登 板 | 先 発 | 完 投 | 完 封 | 無 四 球 | 勝 利 | 敗 戦 | セ 丨 ブ | ホ 丨 ル ド | 勝 率 | 打 者 | 投 球 回 | 被 安 打 | 被 本 塁 打 | 与 四 球 | 敬 遠 | 与 死 球 | 奪 三 振 | 暴 投 | ボ 丨 ク | 失 点 | 自 責 点 | 防 御 率 | W H I P |
| -------- | -------- | ----- | ----- | ----- | ----- | -------- | ----- | ----- | -------- | ----------- | ----- | ----- | -------- | -------- | ----------- | -------- | ----- | -------- | -------- | ----- | -------- | ----- | -------- | -------- | ------- |
| 2019     | HOU      | 7     | 0     | 0     | 0     | 0        | 0     | 0     | 0        | 0           | ----  | 32    | 8.2      | 4        | 0           | 3        | 0     | 0        | 13       | 0     | 0        | 1     | 1        | 1.04     | 0.81    |
| 2020     | HOU      | 4     | 0     | 0     | 0     | 0        | 0     | 0     | 0        | 1           | ----  | 20    | 3.1      | 1        | 0           | 7        | 0     | 2        | 3        | 0     | 0        | 2     | 1        | 2.70     | 2.40    |
| 2021     | HOU      | 31    | 0     | 0     | 0     | 0        | 3     | 3     | 1        | 7           | .500  | 161   | 36.0     | 35       | 4           | 18       | 0     | 3        | 36       | 4     | 0        | 26    | 23       | 5.75     | 1.47    |
| 2022     | HOU      | 55    | 0     | 0     | 0     | 0        | 4     | 0     | 2        | 8           | 1.000 | 248   | 60.1     | 45       | 2           | 26       | 0     | 4        | 88       | 7     | 0        | 16    | 13       | 1.94     | 1.18    |
| 2023     | HOU      | 72    | 0     | 0     | 0     | 0        | 3     | 2     | 5        | 24          | .600  | 287   | 72.0     | 44       | 6           | 31       | 0     | 3        | 100      | 1     | 0        | 17    | 14       | 1.75     | 1.04    |
| 2024     | HOU      | 78    | 0     | 0     | 0     | 0        | 3     | 3     | 1        | 38          | .500  | 325   | 78.1     | 59       | 9           | 32       | 0     | 6        | 103      | 4     | 1        | 27    | 27       | 3.10     | 1.16    |
| MLB：6年 | MLB：6年 | 247   | 0     | 0     | 0     | 0        | 13    | 8     | 9        | 78          | .619  | 1073  | 258.2    | 188      | 21          | 117      | 0     | 18       | 343      | 16    | 1        | 89    | 79       | 2.75     | 1.18    |

- 2024年度シーズン終了時
- 各年度の太字はリーグ最高

### WBCでの投手成績
| 年 度 | 代 表          | 登 板 | 先 発 | 勝 利 | 敗 戦 | セ ｜ ブ | 打 者 | 投 球 回 | 被 安 打 | 被 本 塁 打 | 与 四 球 | 敬 遠 | 与 死 球 | 奪 三 振 | 暴 投 | ボ ｜ ク | 失 点 | 自 責 点 | 防 御 率 |
| ----- | -------------- | ----- | ----- | ----- | ----- | -------- | ----- | -------- | -------- | ----------- | -------- | ----- | -------- | -------- | ----- | -------- | ----- | -------- | -------- |
| 2023  | ドミニカ共和国 | 2     | 0     | 0     | 0     | 0        | 10    | 2.0      | 4        | 0           | 0        | 0     | 0        | 2        | 0     | 0        | 2     | 2        | 9.00     |

### 年度別守備成績
| 年 度 | 球 団 | 投手（P） | 投手（P） | 投手（P） | 投手（P） | 投手（P） | 投手（P） |
| 年 度 | 球 団 | 試 合     | 刺 殺     | 補 殺     | 失 策     | 併 殺     | 守 備 率  |
| ----- | ----- | --------- | --------- | --------- | --------- | --------- | --------- |
| 2019  | HOU   | 7         | 2         | 2         | 0         | 0         | 1.000     |
| 2020  | HOU   | 4         | 2         | 0         | 0         | 0         | 1.000     |
| 2021  | HOU   | 31        | 7         | 3         | 0         | 1         | 1.000     |
| 2022  | HOU   | 55        | 2         | 6         | 0         | 0         | 1.000     |
| 2023  | HOU   | 72        | 5         | 6         | 0         | 0         | 1.000     |
| 2024  | HOU   | 78        | 5         | 3         | 0         | 0         | 1.000     |
| MLB   | MLB   | 247       | 23        | 20        | 0         | 1         | 1.000     |

- 2024年度シーズン終了時

### 背番号
- 66（2019年 - ）

### 代表歴
- 2023 ワールド・ベースボール・クラシック・ドミニカ共和国代表